# Le Péché selon Sébastien
Pour plus de détails, voir Fiche technique et Distribution.
Le Péché selon Sébastien (Wer früher stirbt ist länger Tot) est un film allemand de Marcus H. Rosenmüller sorti en 2006 qui a eu plusieurs prix (Förderpreis Deutscher Film 2006, Bayerischer Filmpreis 2007). Il a été produit en collaboration avec la Bayerischer Rundfunk.

## Synopsis
Un jeune garçon bavarois de onze ans se sent responsable pour la mort de sa mère. Il décide alors naïvement de défier la mort par de multiples moyens pour atteindre l'immortalité.

## Fiche technique
- Titre original  : Wer früher stirbt ist länger Tot (litt. « Qui meurt plus tôt est mort plus longtemps »)
- Titre français : Le Péché selon Sébastien
- Réalisation : Marcus H. Rosenmüller
- Scénario : Marcus H. Rosenmüller et Christian Lerch
- Photographie : Stefan Biebl
- Musique : Gerd Baumann
- Montage : Susanne Hartmann, Anja Pohl
- Costume : Stefanie Bruhn
- Production : Cornelia Ackers, Maike Beba, Annie Brunner, Barbara Josek, Bettina Reitz, Andreas Richter, Ursula Woerner
- Sociétés de production : Roxy Film, Bayerischer Rundfunk
- Pays d'origine :  Allemagne
- Langue de tournage : allemand
- Format : Couleurs - 2,35:1 - Dolby Digital - 35 mm
- Genre : Comédie
- Durée : 104 minutes
- Dates de sortie :
  - Allemagne : 17 août 2006
  - Autriche : 17 novembre 1998

## Distribution
- Markus Krojer (de) : Sebastian Schneider
- Fritz Karl : Lorenz Schneider
- Jule Ronstedt (de) : Veronika Dorstreiter
- Jürgen Tonkel (de) : Alfred Dorstreiter
- Saskia Vester : Frau Kramer
- Franz Xaver Brückner (de) : Franz Schneider
- Hans Schuler (de) : Sepp Graudinger
- Sepp Schauer (de) : Proske
- Pia Lautenbacher (de) : Evi Kramer
- Klaus Steinbacher (de) : Toni
- Heinz-Josef Braun (de) : Gumberger
- Tim Seyfi (de) : Irmengard
- Maximilian Brückner : vendeur au magasin de musique